# Ideoblothrus tenuis
Ideoblothrus tenuis är en spindeldjursart som beskrevs av Volker Mahnert 1985. Ideoblothrus tenuis ingår i släktet Ideoblothrus och familjen spinnklokrypare. Inga underarter finns listade i Catalogue of Life.